# Yasunori Katō
Yasunori Katō (加藤 保憲 Katō Yasunori?) es un personaje ficticio perteneciente a la serie de novelas Teito Monogatari de Hiroshi Aramata, donde juega el papel del principal antagonista.
Desde su primera aparición literaria en 1985, Yasunori Katō se ha convertido en una figura enormemente popular en la cultura popular de Japón, inspirando infinidad de homenajes y sucesores en otros trabajos. Su personaje es usualmente asociado con el onmyodo, ya que Teito Monogatari es ampliamente reconocido como la causa del auge del interés en el onmyodo en Japón.

## Biografía
Katō es un antiguo teniente del Ejército Imperial Japonés y un onmyoji extremadamente poderoso. Su origen no es aclarado hasta bien adentrada la serie, siendo referido costantemente como un oni, y no siendo revelado su pasado humano hasta mucho más tarde.
En las novelas, se dice que el lugar de nacimiento de Katō es Ryūjin, donde según la leyenda nació Abe no Seimei. Su fecha de nacimiento nunca es revelada, pero su inmortalidad y gran parte de sus acciones implican que ha tenido una vida muy larga. Katō es descendiente de las tribus indígenas que no rindieron tributo al emperador de Japón en la antigüedad, de las que heredó su resentimiento hacia el Imperio de Japón, y es considerado la encarnación de la maldición lanzada por estas gentes contra la corte por haber destruido sus tierras y su cultura.
Durante su vida fue entrenado en las artes de la magia esotérica por los místicos de dichas tribus, bajo cuya tutela dominó todos los secretos del onmyodo, shugendō y otras formas de magia negra. Katō dice ser descendiente del mismo Abe no Seimei, lo cual nunca es confirmado, aunque sí que pudo ser uno de sus aprendices. Su nombre de pila deriva del nombre del maestro de Seimei, Kamo no Yasunori.
En los inicios del siglo XIX, Katō se infiltró en el Ejército Imperial Japonés, donde logró una gran fama y fue ascendido a teniente. Es entonces cuando la historia de Teito Monogatari comienza.
En las novelas, Katō se reafirmó en el objetivo de destruir Tokio por todos los medios a fin de vengar a sus ancestros. Inicialmente, intentó invocar el espíritu de Taira no Masakado para destruir la ciudad, un proceso que duró diez años, pero que finalmente falló debido al rechazo de Masakado. Cuando el plan fracasó, Katō utilizó feng shui para estimular las corrientes de energía debajo de Tokio para causar terremotos y hundir la ciudad, lo que generó el gran terremoto de Kantō, pero que tampoco tuvo el efecto deseado. Eventualmente, en 1927, Katō fue derrotado por los esfuerzos de la sacerdotisa Keiko Tatsumiya.
Tras su derrota, Katō se alió con una sociedad secreta en China para concretar un nuevo plan. En 1945, fue causante de la muerte de Franklin D. Roosevelt, llevada a cabo por Otani Kozui por mandato del gobierno de Japón, cuando asesinó al líder de la francmasonería japonesa para que ésta no impida el plan.
En 1960, Katō volvió a Japón en medio de las protestas estudiantiles contra la firma del Tratado de Mutua Cooperación y Seguridad entre Estados Unidos y Japón. Allí se hizo amigo del escritor Yukio Mishima y lo manipuló sutilmente para promover objetivos liberales en la capital y así debilitar el poder político japonés, pero Mishima logró deshacerse de su control y cometió seppuku para terminar con el plan de Yasunori.
En 1998, Katō volvió a intentar crear otro terremoto bajo Tokio invocando al dragón de agua, Ryūjin. Entonces se revela que Katō obedecía inconscientemente a las motivaciones de Taira no Masakado, quien había maldecido la ciudad de Edo justo antes de morir y pretendía derrocar al gobierno de Japón. Esta vez, Katō fue confrontado por varios guardianes espirituales de Tokio, entre ellos el aprendiz de Keiko Tatsumiya, el espíritu de Yukio Mishima y el propio Masakado, que ya anteriormente había revelado haber cambiado de idea. Katō batalló con Masakado y sus fuerzas, pero finalmente fue derrotado y declarado desaparecido tras el combate. Aquí finaliza Teito Monogatari.

## Apariencia
Katō es descrito en las novelas como un hombre de gran estatura, con un rostro largo y mejillas hundidas, y apariencia en general joven, gracias a su inmortalidad. Siempre aparece vestido con un uniforme tradicional del ejército de Japón, con gorra de plato, una amplia capa y guantes blancos, en el dorso de los cuales aparece el Seiman o pentagrama, símbolo de Abe no Seimei.

## Poderes y habilidades
Katō es increíblemente poderoso en el arte del onmyodo, con habilidades que empequeñecen las de la mayoría de los onmyoji de Japón. Esta aptitud le brinda una amplia gama de poderes físicos y mentales, tales como levitar, teletransportarse, regenerar las heridas de su cuerpo físico y muchos más, entre los que destaca el control de espíritus shikigami y fukuchu-mushi y complejos hechizos, que generalmente realiza mediante signos manuales. En el anime, la intensidad de los hechizos que utiliza parece someterle a estrés físico, tensando sus venas y estirando su piel de forma grotesca.
Además, Katō es virtualmente inmortal, no envejeciendo jamás ni pudiendo morir de forma convencional mientras su espíritu exista; sin embargo, para mantener sus poderes y su vitalidad sobrehumana, requiere alimentarse regularmente de órganos humanos, al igual que los oni del folclore japonés. Junto a todo ello, Yasunori es muy hábil con el wakizashi, y habla fluidamente mandarín y coreano.

## Otras apariciones, homenajes y parodias
- Katō es considerado la principal inspiración para M. Bison, el antagonista de la saga de videojuegos Street Fighter. Ambos llevan una indumentaria muy similar, y varios de sus poderes son los mismos. De hecho, la personalidad y rasgos de Bison en Street Fighter II tienen un sólido parecido con las de Kyusaki Shimada, el actor que más veces ha interpretado a Katō en adaptaciones al cine.
- En el manga Riki-Oh, el principal antagonista, Washizaki, es muy similar estéticamente a Yasunori. Este personaje es considerado por muchos como una segunda inspiración para M. Bison.
- En el anime One Piece, el personaje Shiliew está basado en Katō.
- En el segundo episodio del anime Yuusha Keisatsu J-Decker aparece un personaje llamado Noriyasu (anagrama de Yasunori), vestido de la misma manera que Katō y teniendo los mismos poderes. Sin embargo, a diferencia del original, se trata de un personaje torpe y cómico que se equivoca con frecuencia al formular sus propios hechizos.
- En el séptimo episodio del anime Haunted Junction aparece un villano que, al igual que Katō, viste un uniforme militar y dice ser descendiente de Abe no Seimei.
- En el manga y anime Tokyo Babylon, los personajes Subaru Sumeragi y Seishiro Sakurazuka hacen varias referencias a Katō, tales como llevar sus característicos guantes y uniformes militares, y usan un onmyodo visualmente similar al suyo. Además, uno de los primeros personajes del manga se apellida Katō.
- Raido Kuzunoha, el protagonista del videojuego Shin Megami Tensei: Devil Summoner: Raidou Kuzunoha vs. The Soulless Army (perteneciente a la saga Megami Tensei), es un homenaje directo a Katō, tanto estéticamente como en poderes y habilidades; además, su apellido, Kuzunoha, es el nombre de la que según el folclore fue la madre de Abe no Seimei. Un detalle interesante es que Raido es el primer personaje basado directamente en Katō que cuenta con una alineación heroica en su historia y no es un villano de la misma.
- En el videojuego Shadow Hearts, el villano conocido como Masaji Kato es un abierto homenaje a Yasunori Katō. En esta ocasión, el personaje se dedica a las artes oscuras después de la muerte de la mujer de la que estaba enamorado.
- El villano de la película de 2009 Doman Seman, dirigida por Go Shibata, es llamado "Katō the Catwalk Doman Seman", que además utiliza el mismo símbolo del Seiman.
- Generalissimo Takada, el personaje interpretado por Nobuhiko Takada en la extinta empresa de lucha libre profesional HUSTLE, está basado en Katō, llevando un uniforme militar con capa y guantes blancos con el símbolo de HUSTLE al dorso, y poseyendo poderes paranormales tales como controlar mentalmente a sus enemigos o invocar seres sobrenaturales.
- El cuarto volumen de las novelas ligeras de Nurarihyon no mago, cuya temática incluye el onmyodo, recibe el nombre de "Teito Koi Monogatari", en parodia a Teito Monogatari, y su portada presenta a los personajes principales vestidos con uniformes militares como el de Katō.

#### Películas
- Tokyo: The Last Megalopolis (1988)
- Tokyo: The Last War (1989)
- Teito Monogatari Gaiden (1995)
- La Gran Guerra Yokai (The Great Yokai War) (2005)
- The Great Yokai War: Guardians (2021)